# Hayet Sassi
Hayet Sassi, née le 24 octobre 1982, est une haltérophile tunisienne.

## Carrière
Aux Jeux olympiques de 2004, elle se classe quatrième dans la catégorie des moins de 63 kg.
Au niveau continental, elle est médaillée de bronze au total dans la catégorie des moins de 63 kg aux championnats d'Afrique 2000 puis médaillée d'or au total dans cette même catégorie aux Jeux africains de 2003 à Abuja et remporte la médaille d'or à l'arraché et la médaille d'argent à l'épaulé-jeté et au total aux championnats d'Afrique 2004 dans la même catégorie. Elle obtient trois médailles d'or dans la catégorie des moins de 69 kg aux Jeux panarabes de 2004 à Alger.